# Трюмплер, Роберт Джулиус
Роберт Джулиус Трюмплер (правильнее Трамплер, англ. Robert Julius Trumpler, до 1915 г. Роберт Юлиус Трюмплер, нем. Trümpler; 2 октября 1886 — 10 сентября 1956) — американский астроном швейцарского происхождения.

## Биография
Родился в Цюрихе, образование получил в Цюрихском и Гёттингенском университетах (1906—1910). Работал в Швейцарском геодезическом комитете. В 1915 году эмигрировал в США, в 1921 году получил американское гражданство. Работал в обсерваториях Аллегени (1915—1918) и Ликской (1918—1938), в 1938—1951 годах преподавал в Калифорнийском университете в Беркли.
Основные труды в области исследований галактических звёздных скоплений. Определил размеры почти 100 скоплений, расстояния до них, их пространственное распределение в Галактике и измерил лучевые скорости звёзд — членов скоплений. В 1930 году на основании изучения видимых размеров скоплений и расстояний до них доказал существование межзвёздного поглощения света, обусловленного присутствием в межзвёздном пространстве разреженной материи, плотность которой возрастает по направлению к плоскости Галактики. Одним из первых обратил внимание на различия в характеристиках звёздного населения скоплений, что в настоящее время связывается с различиями в возрасте скоплений. Дал классификацию скоплений, основанную на виде диаграмм цвет — величина. Во время полного солнечного затмения 21 сентября 1922 года в Австралии осуществил совместно с У. У. Кэмпбеллом удачное наблюдение релятивистского отклонения лучей света звёзд вблизи диска Солнца, что было одним из первых экспериментальных подтверждений общей теории относительности. Столь же широко известны его визуальные и фотографические наблюдения Марса во время противостояний 1924 и 1926 годов. Составил первую фотографическую карту Марса по снимкам, полученным с помощью 36-дюймового рефрактора Ликской обсерватории.
Член Национальной АН США (1932).
В его честь назван кратер на Луне и кратер на Марсе. Тихоокеанское астрономическое общество учредило премию его имени.

## Публикации
- R.J. Trumpler, 1930. Preliminary results on the distances, dimensions and space distribution of open star clusters. Lick Obs. Bull. Vol XIV, No. 420 (1930) 154—188. Table 16 is the Trumpler catalog of open clusters, referred to as "Trumpler (or Tr) 1-37